# Tataltepec de Valdés
Tataltepec de Valdés es una población del estado mexicano de Oaxaca, localizado en la Sierra Sur de la entidad.

## Límites municipales
Tiene límites administrativos con los siguientes municipios y/o accidentes geográficos, según su ubicación:
|                               | Norte: Santa Cruz Zenzontepec             |                                   |
| Oeste: Santiago Tetepec       |                                           | Este: San Juan Quiahije           |
| Suroeste: Santiago Jamiltepec | Sur: Villa de Tututepec de Melchor Ocampo | Sureste: San Miguel Panixtlahuaca |